# Петровское барокко

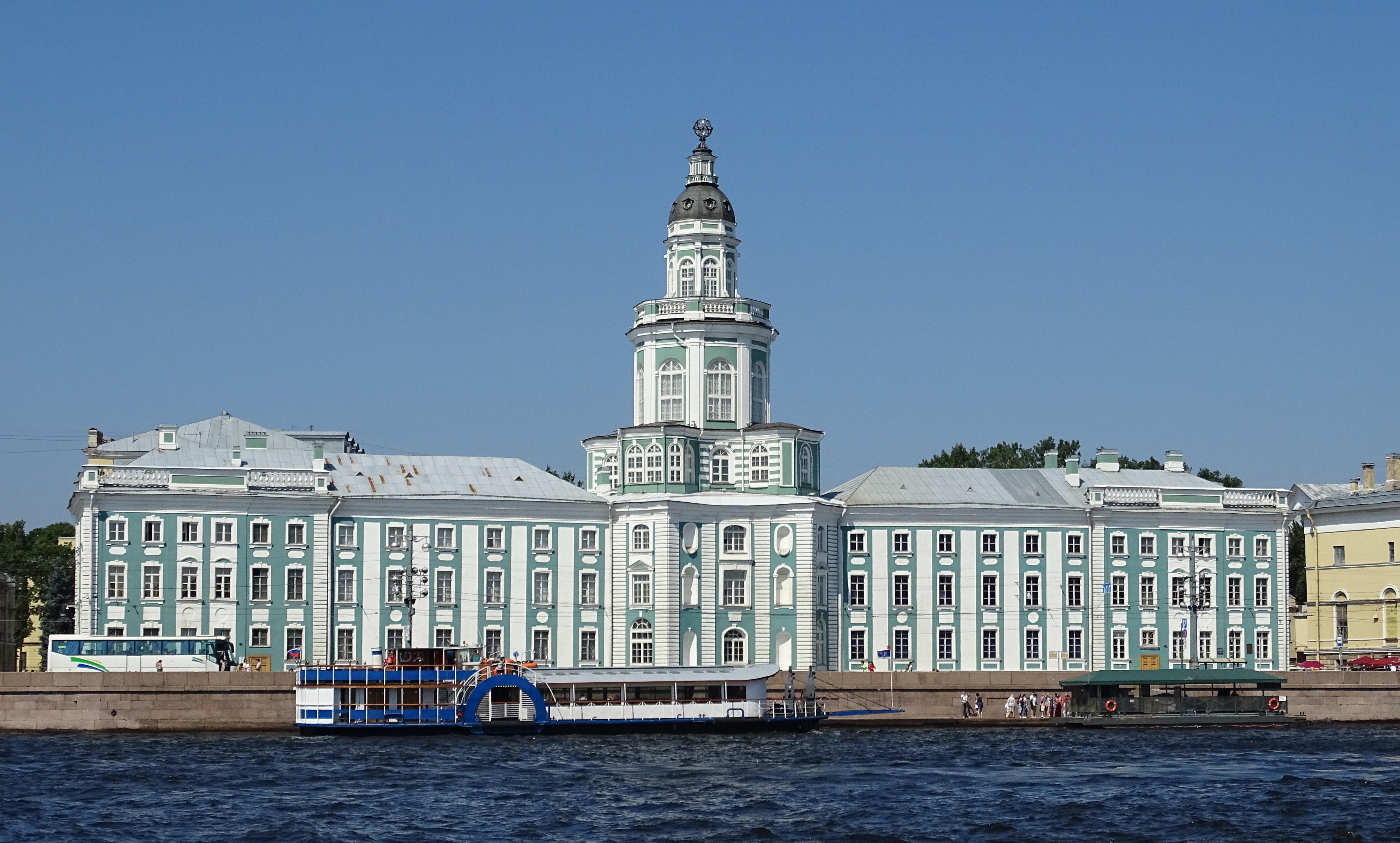
Здание Кунсткамеры в Санкт-Петербурге. 1718—1734

Петро́вское баро́кко — историко-региональный стиль русского искусства, главным образом архитектуры, первой четверти XVIII века, сложившийся при жизни Петра Великого в связи с основанием 16 (27) мая 1703 года в дельте реки Невы города Санкт-Петербурга, ставшего в скором времени столицей России. Название этого стиля условно, поскольку он впитал в себя множество разнородных элементов и не является стилем барокко в значении, которое обычно подразумевается для обозначения исторического стиля западноевропейского искусства XVII столетия. Термин «барокко» в данном случае ближе к первоначальному смыслу: «неправильный, неклассичный, причудливый», а имя Петра указывает на его главного создателя. Таким образом, название, которое чаще по причине его условности берут в кавычки, указывает на две самые важные особенности стиля: его многосоставную (но не эклектичную) природу и то, что он создавался при участии многих мастеров, но волей одного человека.
«Верхнюю границу» периода петровского барокко определяют по-разному: либо годом кончины Петра Великого (1725) либо завершением междуцарствия первой трети XVIII века с воцарением Анны Иоанновны в 1730 году. Стиль петровского барокко в ряду последовательно сменявших друг друга стилевых разновидностей занимает место после так называемого московского барокко конца XVII века (нарышкинский стиль, строгановское барокко, голицынское барокко) и последующим барочно-рокайльным стилем времени правления императрицы Елизаветы Петровны (1741—1761).

## Исторические условия и факторы формирования стиля
С эпохой «петровского барокко» началось стремительное ускорение развития и тяготение русского искусства посредством западноевропейских влияний к общеевропейской эллинистической традиции. Историк русского искусства Н. Н. Коваленская отмечала, что «трагически оборвавшийся русский Ренессанс XVI века» неожиданно нашёл своё продолжение в петровскую эпоху, но, по причине запаздывания развития, русское искусство к этому времени не прошло стадий классицизма и подлинного барокко. Поэтому в «петровском стиле» соединились «элементы Ренессанса с абсолютизмом XVII века», хотя «петровская эпоха была отлична и от того, и от другого». Возник феномен ускоренного развития и «наслоения», «спрессованности развития» художественных стилей. «Многие этапы, последовательно проходившиеся другими европейскими народами… нередко оказывались как бы сросшимися, уплотнёнными… возникали иногда неожиданные соединения весьма разнородных явлений», различных стилевых фаз и этапов, которые страны Западной Европы проходили последовательно. Б. Р. Виппер добавлял, что стиль петровского барокко содержал в себе как ренессансные, маньеристические, барочные, так и классицистические элементы, сочетания «передовых черт с элементами отсталыми, с традициями глубоко консервативными».
В статье, декларативно озаглавленной «Москва и Петербург», И. Э. Грабарь в 1910 году писал: «Недавно принятое деление русской истории на Русь допетровскую и послепетровскую, несомненно, очень условно. Каким бы исполином ни казался нам Пётр Великий, он всё же не произвел такого переворота, какой мы склонны ему обычно приписывать,— он вовсе не перевернул вверх дном всей Руси… И всё же одно из дел Петра сыграло в истории зодчества решающую роль и определило всё дальнейшее его направление, это — основание Петербурга и перенесение сюда столицы. Отныне всей последующей архитектуре роковым образом суждено было направиться по двум параллельным руслам — московскому и петербургскому».
Ещё до основания новой столицы, 16 апреля 1702 года, царь Пётр I составил по-немецки и распространил манифест «О вызове иностранцев в Россию». Первых мастеровых, инженеров, фортификаторов Пётр нанимал сам и через своих агентов в разных городах Западной Европы. Самый молодой из городов России возник на краю государства и одновременно — на границе культурной ойкумены Европы. По отношению к историческим центрам классической европейской культуры Санкт-Петербург занимает окраинное, эксцентрическое положение. Такая историко-культурная провинциальность (без уничижительного смысла этого слова), отстранённость в пространстве и времени определили одну из главных стилевых особенностей архитектуры города и, в более широком значении, вообще русской архитектуры петровского времени — её собирательность. К середине XVIII века — времени активного строительства в Санкт-Петербурге, страны Западной Европы уже освоили все основные художественные стили постренессансной эпохи — классицизм, барокко, рококо. «Поэтому новая российская архитектура, а с ней и другие виды искусства были обречены питаться разными источниками. Причём не из главных центров рождения этих стилей, а, по причине удалённости, через посредство их вторичных и, как правило, смешанных, эклектичных вариантов, имевших распространение в странах Северной и Восточной Европы — Северной Германии, Дании, Восточной Пруссии, Чехии, Польше».
Чем дальше от Рима, тем больше эклектизма. Этот основной закон постренессансного развития европейского искусства действовал и в России. Русский поэт начала XIX века К. Н. Батюшков дал более мягкую формулировку, написав, что Петербург рос как бы сам собой «при чудесном смешении всех наций». Это смешанное соединение (лат. mixtum compositum ) не было однородным, оно развивалось во времени; переход от одного стилевого течения к другому, их параллельное развитие на отдельных этапах представляло собой сложную картину, не имеющую аналогов в странах Западной Европы. Однако в каждом отдельном случае, в том числе и на уровне индивидуальных стилей мастеров, новую русскую архитектуру можно рассматривать как своеобразно трактованную сводку — компендиум западноевропейских достижений «в русском духе» ".
Устремления царя на Запад стимулировали известные ему с малых лет быт и нравы Немецкой слободы в Москве, разительно отличавшиеся от жизни старой русской столицы, его дружба с Францем Лефортом, швейцарцем на русской службе, и Андриасом Виниусом Младшим, голландским предпринимателем из Амстердама. Отец последнего, Виниус Старший, с 1634 года жил в Москве, в их доме имелось собрание картин малых голландцев, архитектурных чертежей и гравюр с изображением голландских зданий. В личной библиотеке царя Петра имелось 94 книги по истории классической архитектуры и 53 альбома с увражами — видами западноевропейских городов, в том числе «Топография города Рима» («Urbis Romae Topographia», 1544). Многие экземпляры царь Петр унаследовал от отца, Алексея Михайловича, и других членов семьи. Иные приобретал сам или через посредников во время заграничных путешествий. Среди них: три издания трактата Витрувия «Десять книг об архитектуре» (Амстердам, 1649, 1681; Париж, 1684), трактаты Л. Б. Альберти: «Десять книг о зодчестве» (венецианское издание 1565 г.) и «Три книги о живописи» (Амстердам, 1649), восемь экземпляров трактата Дж. Б. да Виньола «Правило о пяти чинах архитектуры с гравюрами» (венецианские издания 1603, 1617, 1644, 1610 гг., 1699; русские переводы 1709, 1712 и 1722 гг.), редкий экземпляр книги А. Палладио «Четыре книги об архитектуре» (венецианское издание 1570 г.), трактат теоретика французского классицизма Франсуа Блонделя Старшего «Курс архитектуры» (издание 1698 г.), а также книга об истории основания Александром Македонским города Александрии в устье р. Нил в Египте и многое другое.
В Москве в русле нарышкинского стиля уже вырабатывались элементы новой архитектуры: ордерная разработка фасадов, симметричная планировка. Таковы Лефортовский дворец (1697—1699), здание Главной аптеки (1700—1701). По идее В. Г. Власова, основные слагаемые и источники нового стиля следует искать по маршруту первого заграничного путешествия молодого царя Петра с Великим посольством в Западную Европу. Можно предположить, что первые впечатления русского царя о «загранице» были самыми сильными. В начале апреля 1697 года Великое посольство прибыло в Ригу. Вероятно, первое, что увидел царь (ему было тогда 25 лет), — огромная башня недавно достроенной церкви Св. Петра. В силуэте рижской башни со шпилем можно увидеть будущий образ Петропавловского собора в Санкт-Петербурге. Далее посольство проезжало Митаву (с 1917 г. латышский г. Елгава), Либаву (с 1917 г. Лиепая), прусский Кёнигсберг, затем через Пруссию и Нижнюю Саксонию Петр прибыл в Голландию. По дороге — в Берлине и Ганновере русский царь познакомился с архитектурой немецкого барокко (соединяющего элементы готики, барокко и рококо), а в Амстердаме, Гааге и Саардаме — с простыми и нарядными голландскими зданиями двуцветной окраски.

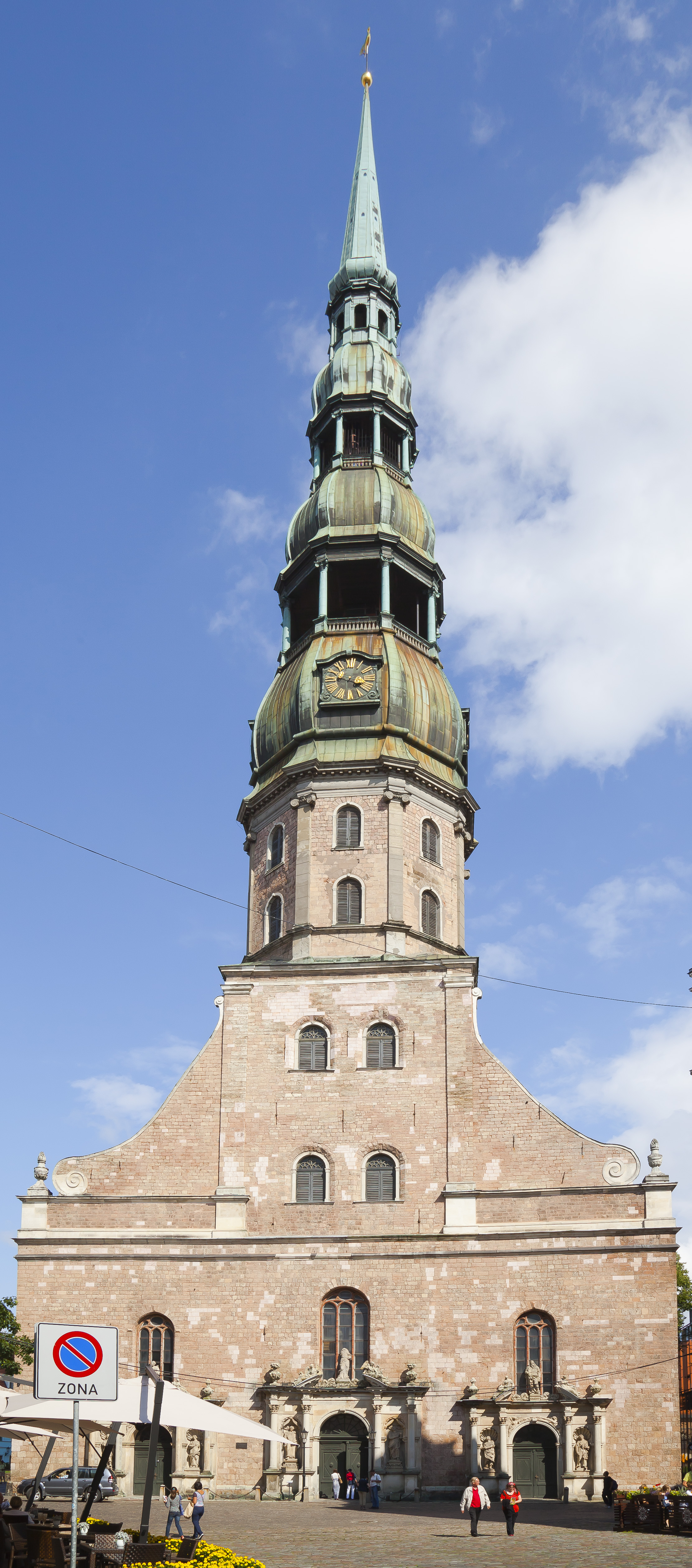
Церковь Святого Петра в Риге. Башня 1688—1690

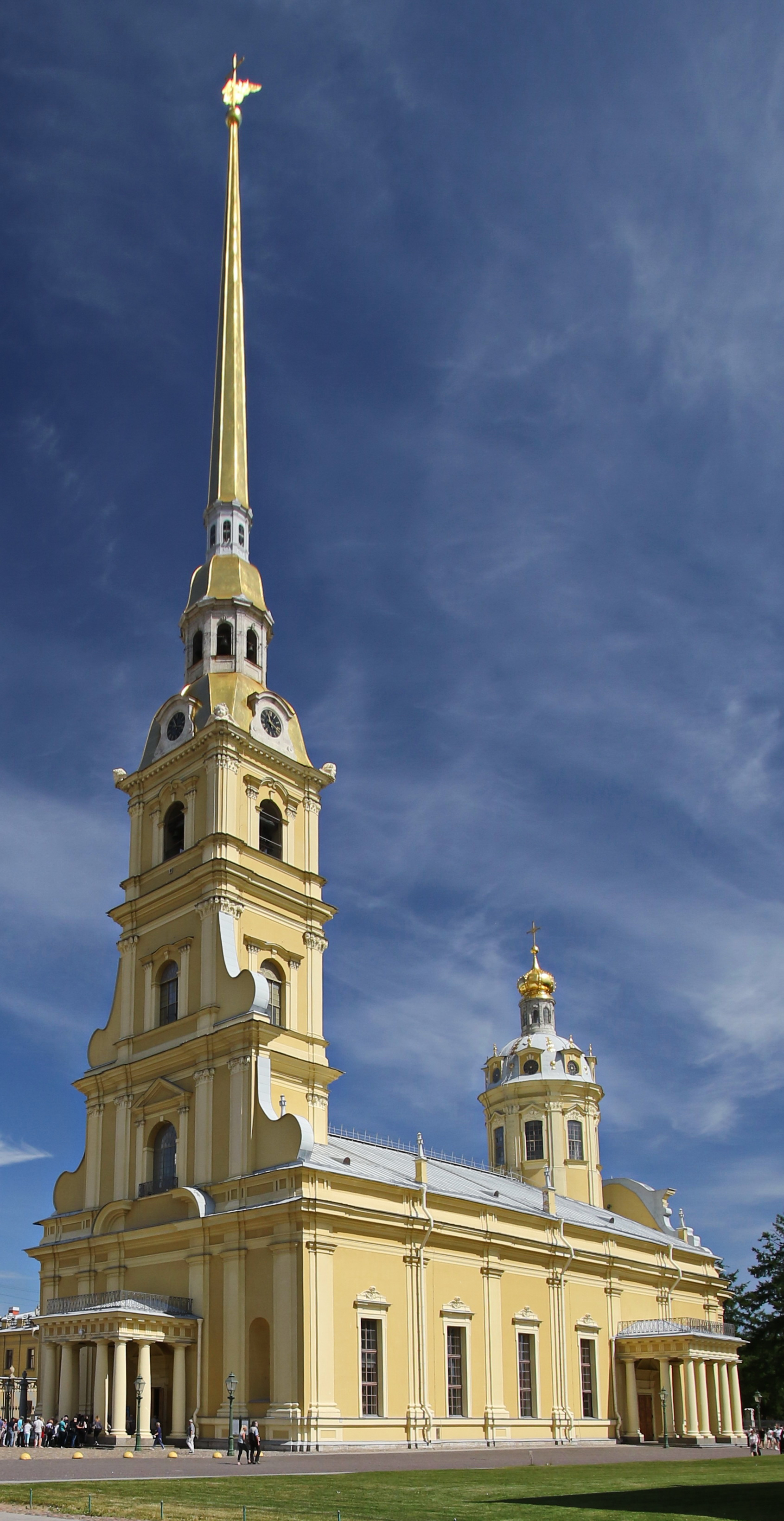
Петропавловский собор. Санкт-Петербург. 1712—1859

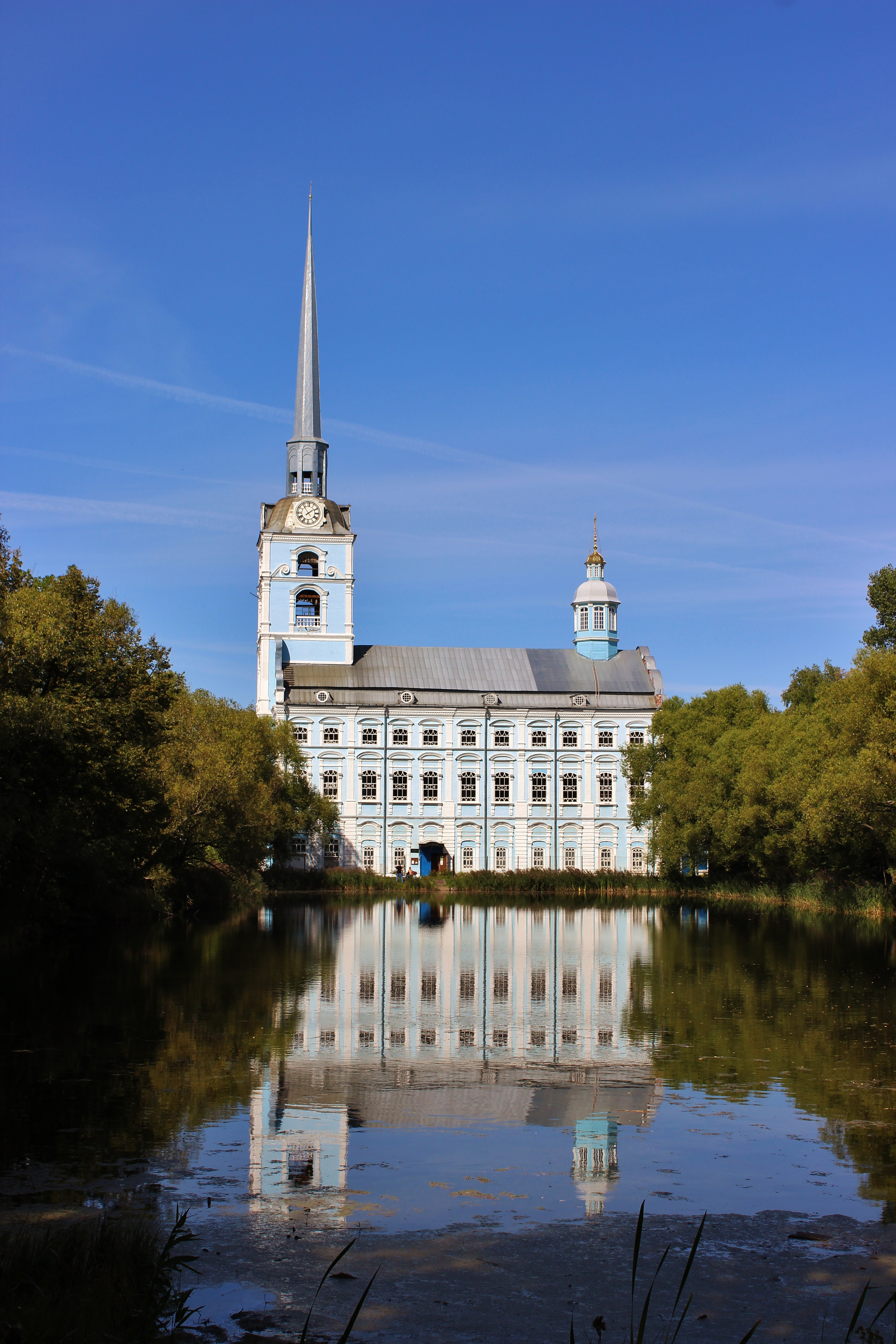
Петропавловская церковь в Ярославле. 1736—1741

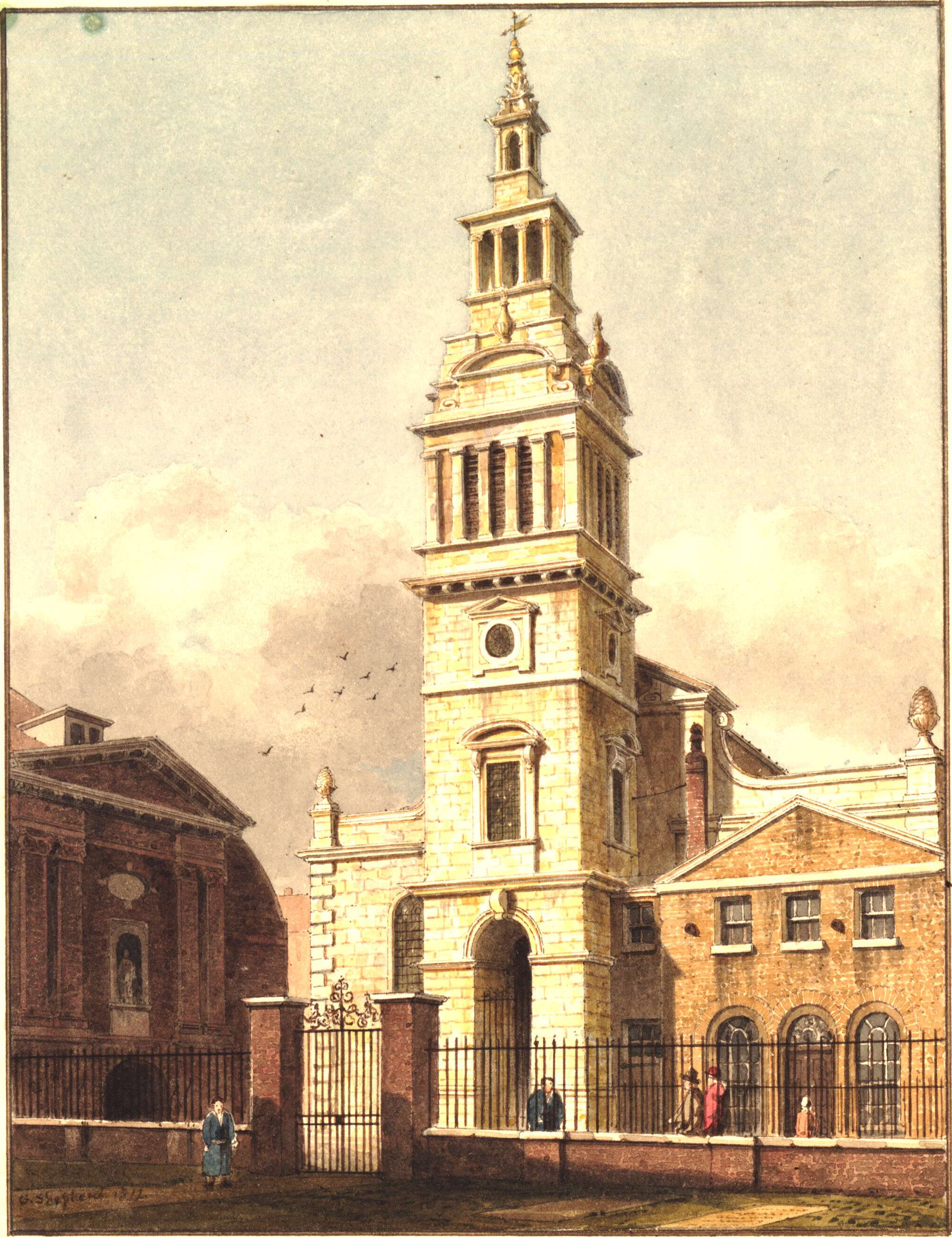
Церковь Сент-Мэри-ле-Боу. Лондон. 1671—1683. Акварель Дж. Шеферда. 1812

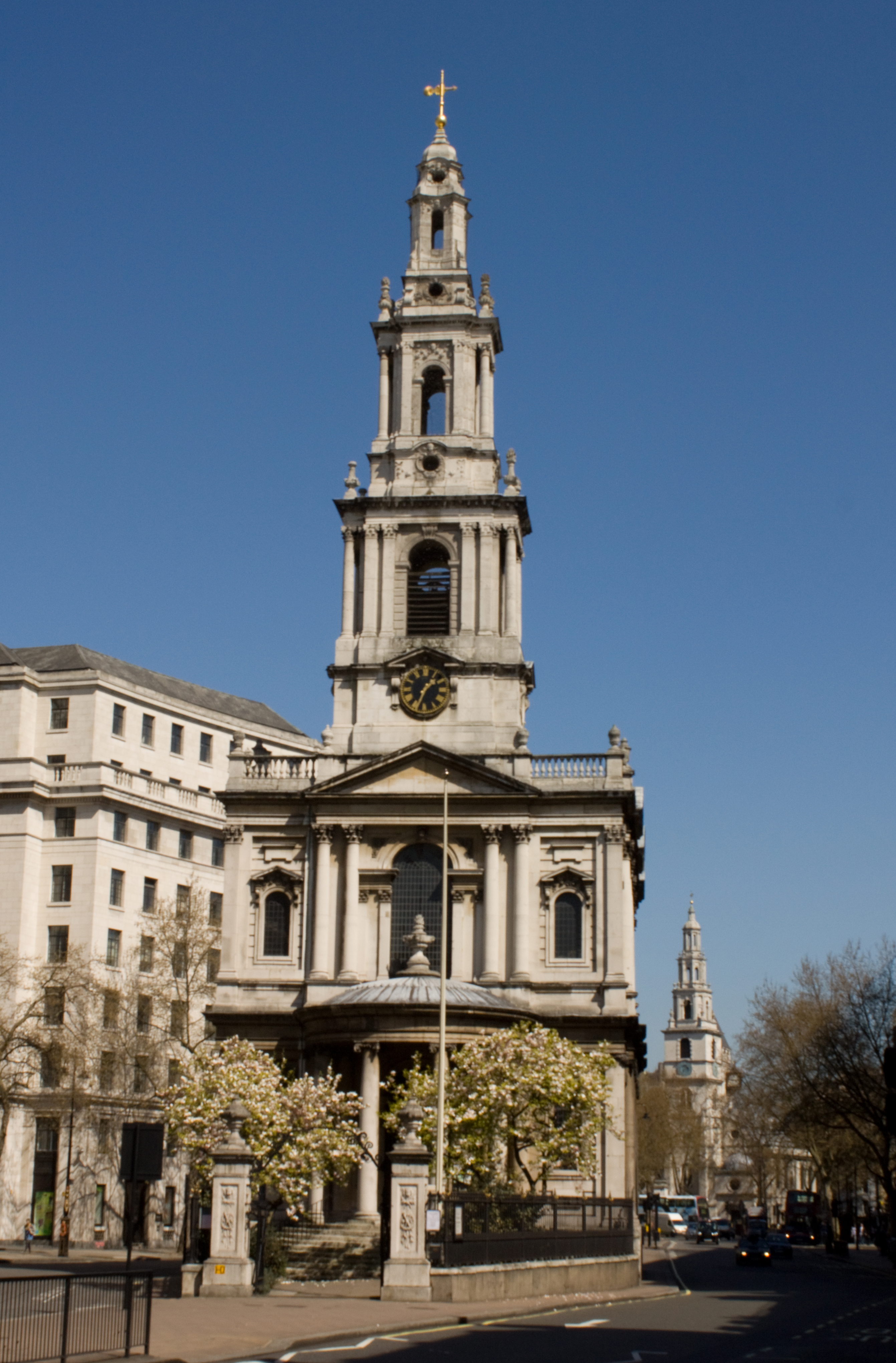
Церковь Сент-Мэри-ле-Стрэнд. Лондон. 1714—1717. Архитектор Дж. Гиббс

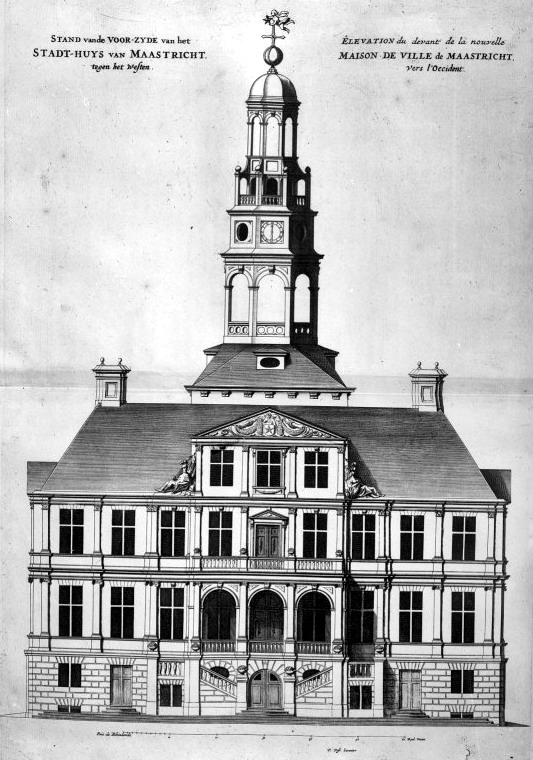
Ратуша в Маастрихте. Гравюра по рисунку П. Поста 1666 г.

Для традиционной североевропейской, в частности голландской, архитектуры характерно декоративное использование мелких ордерных элементов — карнизов, наличников оконных проемов, пилястр и миниатюрных порталов с колонками. Такие детали из белого камня или дерева покрытого белым гипсом, хорошо выделяются на фоне красных кирпичных стен. Они придают зданиям нарядный, по-бюргерски аккуратный и вместе с тем скромный, деловой вид, без излишней пышности. В качестве прообразов зданий «петровского барокко» в Петербурге часто называют торговые ряды в Харлеме и ратушу в Маастрихте. В январе 1698 года Пётр I посетил Англию. Для английской архитектуры XVII—XVIII веков также характерны измельченные ордерные элементы, повторяется мотив башни со шпилем: в церкви Сент-Мэри-ле-Боу, построенной по проекту К. Рена и церкви Сент-Мэри-ле-Стрэнд, созданной Дж. Гиббсом.
После Англии царь Пётр I, посетив Лейпциг и Дрезден, прибыл в Вену. Далее он намеревался отправиться в Венецию — главную цель своей поездки, однако новый бунт стрельцов заставил его спешно 25 августа 1698 года вернуться в Москву. В Венеции царя ждали, и именно там он собирался подрядить архитекторов для строительства Санкт-Петербурга. Если бы поездка не сорвалась, то в архитектуре Санкт-Петербурга, возможно, много сильнее бы проявились черты итальянской архитектуры. Однако, согласно исследованиям С. О. Андросова, Петр всё же был в Венеции инкогнито один день 19 (29) июля 1698 года.
В ходе второго путешествия в Европу в 1716—1718 годах Пётр I побывал во Франции, осматривал Версаль, Трианон, Марли. Французского короля Людовика XIV к тому времени уже не было в живых, и Версаль опустел, но русский царь был поражён величием «большого стиля» — импозантным соединением классицизма и барокко. Поэтому фразу царя: «Буду иметь сад лучше, чем в Версале у французского короля» следует понимать шире, чем просто идею создания Летнего сада в Петербурге. Речь шла об устройстве царской резиденции «как то зело первейшим монархам приличествует».

## Постройки и мастера
5 августа 1716 года в Санкт-Петербург вместе с целым штатом мастеров прибыл именитый французский архитектор Жан-Батист Александр Леблон — представитель французского академического классицизма. В январе 1717 года Леблон разработал генеральный план города, план Летнего сада на манер королевских садов в Версале, начал строительные работы в Стрельне и Петергофе.
Для ранних петербургских зданий характерны композиционные принципы, сложившиеся в архитектуре французского классицизма: симметрия фасадов, состоящих из трёх ризалитов, одного центрального и двух боковых, по главной оси — парадный двор, или курдонёр. Планировка комнат строилась по классической анфиладной схеме. Парадный вестибюль в интерьере соответствовал центральному ризалиту, что отвечало требованиям «представительности». Лестница, как это видно на примере дворца А. Д. Меншикова, вела на второй этаж, который считали парадным. Наружная лестница в центре главного фасада с двумя симметричными спусками, по-русски «на два схода», следовала обычаю «красного (красивого) крыльца» и одновременно помогала уберечься от наводнений.
Французская планировка органично сочеталась с привычной для русского человека усадебной: барский дом и «линейные» хозяйственные корпуса в глубину по периметру, закрывали «огороды». Отличительным свойством зданий в стиле «петровского барокко» стала крутая вальмовая кровля «с переломом», как бы из двух ярусов, и окнами — люкарнами. Такая кровля типична для северных стран — Германии, Дании, она помогает весной быстрее избавляться от снега и льда, но её форма заимствована из французской архитектуры XVII века, в частности, построек Ф. Мансара, по фамилии которого названы мансарды и мансардные окна. Из Голландии перенята двуцветная окраска зданий (обычно красная с белым) и плоскостная трактовка декора, в котором заметны влияния североевропейского маньеризма.
Первые постройки Санкт-Петербурга были мазанковыми, деревянными, с обмазкой глиной и раскраской «под кирпич». Штукатурка требует окраски, отсюда одна из особенностей петербургской архитектуры, сохранившаяся в последующее время и отличающая её от каменных зданий западноевропейских столиц. Посылая весной 1716 года своих пенсионеров, будущих архитекторов И. К. Коробова, И. Т. Мордвинова, И. Ф. Мичурина для обучения строительному делу в Голландию, а не во Францию или Италию, царь мотивировал свое решение следующим образом: «Во Франции никакого украшения в архитектуре нет и не любят, а только гладко и просто, и очень толсто строят и все из камня, а не из кирпича».
Ордерные детали имитировали кирпичной кладкой «с напуском», которая могла дать лишь невысокий рельеф пилястр, карнизов, тяг, обрамлений. Этот рельеф дополнительно усиливали цветом. Капители использовали в основном тосканского или коринфского ордеров, но в упрощённой, архаичной трактовке, однако ещё чаще применяли простые лопатки, или лизены. Колонны использовали так редко, что теоретик архитектуры А. И. Некрасов назвал этот период в развитии русской архитектуры «пилястровым». Окна оформляли профилированными наличниками — белыми на красном или жёлтом фоне, с характерными утолщениями — «ушками», иногда с «серьгами» по углам, вверху — замко́вый камень. Углы зданий подчёркивали рустом — имитацией выступающих камней. Окна — в мелкую расстекловку. Венчающий карниз обычно усложняли фронтонами, балюстрадами, волютами, вазонами и статуями. Столь нарядный вид верхней части иногда объясняют тем, что на фоне серого и унылого северного неба необходимо подчеркивать силуэт зданий.
Из голландских архитекторов в Петербурге были известны всего двое: Харман ван Болос, он прибыл в русскую столицу в 1711 году в качестве «шпичного и кровельного дел мастера», и Стефан ван Звитен (работал в 1720—1727 годах). Однако, главным архитектором Санкт-Петербурга было суждено стать Доминико (именно так он писал свое имя) Трезини. В России его называли Андрей Якимович Трецин, или Трезин.
Биография этого мастера наглядно демонстрирует генезис архитектурного стиля «петровского барокко». Трезини родился и вырос в селении Астано, близ Лугано, Тессинского кантона Швейцарии, населённого итальянцами. Выходцы из этого кантона известны в Европе как умелые строители, каменщики, инженеры. Трезини учился в Италии, с 1699 года работал в Дании, при дворе друга и союзника Петра I короля Фредерика IV. 21 августа 1703 года вместе с артелью других тессинцев через Архангельск Трезини прибыл в Москву, в феврале следующего года — он в Санкт-Петербурге. Трезини не был выдающимся архитектором, его имя мало известно в истории искусства Западной Европы. Но Петру I нужен был именно такой человек: строитель-практик — инженер и фортификатор. С 1704 года в течение тридцати лет Трезини фактически руководил строительством города, «вёл» одновременно до тридцати-сорока работ. Правда, по обычаям того времени, «архитект» выполнял только общий эскиз фасада здания и чертёж фундамента, остальное по ходу дела выполняли помощники.
В 1712 году в крепости на Заячьем острове заложили взамен деревянной каменную церковь во имя Святых Апостолов Петра и Павла. Эскиз под влиянием зарубежных впечатлений сделал сам царь, проект разрабатывал Трезини. В 1714 года Пётр I, желая ускорить строительство новой столицы, издал указ о запрете каменного строительства в России кроме Петербурга. Согласно этому же указу все въезжающие в город должны были везти в качестве пошлины 10, 20 или более камней, «по величине повозки» (указ действовал до 1728 года).
Петропавловский собор — необычное сооружение, нарушающее традиции православного храма. Это трёхнефная базилика зального типа с одинаковой высотой центрального и боковых «кораблей», перекрытых общей кровлей (ранее кровля была иной, более высокой и с переломом, как у всех петровских построек). Средокрестие собора смещено на восток и отмечено небольшим барабаном с куполом в стиле немецкого барокко (перестроены в 1757 году). Огромная колокольня, «вырастающая» из западного фасада подчиняет себе всю композицию храма. Предвосхищением башни-колокольни Петропавловского собора стала оригинальная композиция церкви Архангела Гавриила, или Меншиковой башни в Москве, заказанной в 1707 году А. Д. Меншиковым и построенной по проекту Ивана Зарудного.
В качестве прототипа собора в Петербурге называют здание биржи в Копенгагене, где до приезда в Россию работал Трезини. Однако колокольня петербургского собора претерпела значительные изменения (перестройки 1757—1776 и 1857—1859 гг.). Один из вариантов первого проекта Трезини (возможно, неосуществлённый в натуре) представлен на гравюре А. Ф. Зубова 1727 года.
Двухъярусная колокольня в проекте Трезини до позднейших перестроек представляла собой автономный объём, несколько заглублённый по отношению к барочному фасаду, причём колокольня была не русского традиционно-ярусного, а западного, башенного типа. Наибольшее сходство с Петропавловским собором имеет лондонская церковь Сент-Мартин, построенная К. Реном в 1677—1684 годах. Она имеет квадратную в плане башню с волютами по сторонам и завершена высоким шпилем. Причем башня, что весьма необычно для классической архитектуры, размещена в одной плоскости с западным фасадом.
В средневековой итальянской архитектуре колокольня (кампанила) размещается отдельно от здания церкви, как правило, с южной стороны. В немецких и в большинстве памятников английской архитектуры, а также в барочных соборах Италии, башня или барабан с куполом смещены в глубину и находятся над средокрестием храма. В композиции западного фасада Петропавловского собора отчётливо виден ещё один прототип: фасады церквей римского барокко, или стиля иезуитов, в частности церквей Иль Джезу в Риме и Сант Иньяцио.
Трезини, как писал Б. М. Кириков, не обладая яркой творческой индивидуальностью, ничего не копировал и его нельзя упрекнуть в примитивном компиляторстве. «Смелость Трезини заключалась уже в решительном объединении разнородных по происхождению элементов, сплавленных в новое целое. Он дерзко водрузил прямо над итальянским фасадом северную башню». При этом и католика Трезини и православного царя Петра нисколько не смутило соединение в церковном здании элементов, характерных для католических и лютеранских храмов. Оригинальный тип шпиля-мачты, более заостренного в сравнении с голландскими, немецкими, английскими или скандинавскими образцами, также можно считать родившимся на берегах Невы. Такие шпили не случайно украшали вымпелами, которые перекликались с вымпелами мачт плывущих по Неве кораблей. «Игловидные» шпили, деревянные, обитые медными листами, простейшим способом и с наименьшими затратами создавали романтический и представительный образ нового города.
В архитектуре Санкт-Петербурга получила развитие классическая тема триумфальной арки. В 1704 году после взятия Нарвы в ходе Северной войны со Швецией (1700—1721) у въезда в Нарву по рисунку Трезини «поставили каменные ворота», которые назвали Петровскими. Иноземцев пускали в город только через эти ворота, чтобы помнили о триумфе русских войск (ворота и их чертежи не сохранились). В 1708 году в Санкт-Петербурге с восточной стороны Петропавловской крепости возвели деревянные Петровские ворота, по образцу нарвских, в 1715—1716 годах их отстроили в камне.
В Москве в 1710 году по случаю празднования победы над шведами соорудили в разных местах города семь триумфальных арок. В Санкт-Петербурге воздвигали разные арки: на Невской перспективе, на Троицкой площади, у дворца Меншикова на Васильевском острове, на Царицыном лугу, позднее, в 1730—1740-х годах, — у Адмиралтейства, Аничкова моста, у Троицкой улицы. Арки расписывали, украшали шпалерами, живописными панно, статуями. Арочную, триумфальную форму имеют иконостасы храмов Санкт-Петербурга петровского времени, например иконостас Петропавловского собора, общая композиция и скульптура которого следуют аллегорической программе триумфа России в Северной войне. В этом проявилась барочная эстетика эпохи.
В 1705 году начали строить башню здания Адмиралтейства, квадратную, «со шпицем» (шпилем). Рисунок сделал царь Петр. В 1719 году голландский мастер ван Болос установил на вершине шпиля-мачты кораблик — макет первого военного корабля, «прадедушки русского флота», флагмана «Орёл», построенного в 1668 году на р. Оке царем Алексеем Михайловичем. Флаги кораблика сделали из червонного золота, а в носовой части хранилась личная буссоль царя Петра. Когда в 1732 году архитектор Коробов, петровский пенсионер, вернувшийся из Голландии, приступил к перестройке центральной башни Адмиралтейства, он бережно сохранил «петровскую затею».
Исследователи русской архитектуры XVIII века предполагают значительную роль в формировании петровского стиля выдающегося архитектора немецкого барокко А. Шлютера, всего год проработавшего в Петербурге и скончавшегося в этом городе. Документов, подтверждающих влияние творчества Шлютера на раннюю петербургскую архитектуру не сохранилось, но стиль немецкого мастера заметен во многих постройках на берегах Невы. По обычаю того времени, иностранные зодчие прибывали ко дворам монархов и влиятельных заказчиков не с пустыми руками. Они везли с собой чертежи, проекты и даже макеты возведенных ими сооружений. Возможно, при участии Андреаса Шлютера создано характерное здание в стиле «петровского барокко» — Кикины палаты. Стиль Шлютера заметен в композиции дворца Меншикова в Ораниенбауме и здания Кунсткамеры на Васильевском острове в Петербурге.
Башня Кунсткамеры имеет многие прототипы в голландской и английской архитектуре, но, по мнению И. Э. Грабаря, более всего соотносится с построенной Шлютером Водовзводной башней Монетного двора (нем. Münzturm) в Берлине (проект А. Шлютера, 1703). Среди других прототипов башни здания Кунсткамеры называют Ратушу в Маастрихте: проект голландского архитектора Питера Поста «в стиле ван Кампена». Строительство здания осуществляли последовательно несколько архитекторов. В ноябре 1719 года скончался предполагаемый автор проекта — Г. И. Маттарнови, и с 1719 по 1724 год строительство вёл швейцарский инженер-архитектор Николаус Фридрих Гербель. Он внёс ряд изменений в проект: низкая двускатная кровля, увенчанная галереей с балюстрадой, заменена на высокую вальмовую крышу с переломом двух углов ската; угловые ризалиты получили гладкие стены и завершены крупными барочными фронтонами с волютами — «фронташпицами»; вместо невысокой башни, завершающейся балюстрадой, появился ещё один ярус с куполом. После смерти Гербеля в 1724 году работы вёл архитектор Гаэтано Кьявери. В 1727 году Кьявери уехал в Варшаву, с 1737 года работал в Дрездене, где строил Католическую придворную церковь в стиле итальянского барокко. Башня дрезденской церкви при несомненных различиях деталей композиционно соотносится с башней петербургской Кунсткамеры. Заканчивал строительство петербургского здания русский архитектор М. Г. Земцов. В отличие от других «птенцов гнезда Петрова» Земцов за границей не учился, с 1710 года был помощником Трезини, затем — Леблона и Микетти.
Необычную композицию имеет здание Двенадцати коллегий (министерств) на Васильевском острове, перед которым планировали создать главную площадь города с памятником Петру Великому. Одинаковые корпуса коллегий (символ равноправия) имели отдельный вход. Трезини предложил остроумную композицию — корпуса «в линию», общей протяженностью 383 м, каждый под собственной кровлей с фронтоном, соединяются общим коридором и открытой (позднее застеклённой) галереей внизу. Прототипы такой композиции известны как в России (Посольские приказы в Москве), так и в Западной Европе (здания биржи в Копенгагене и ратуши в Бремене). Открытые галереи первого этажа встречаются в архитектуре Чехии и Польши. С 1722 года здания коллегий возводили немецкий архитектор Т. Швертфегер и Карло Джузеппе Трезини, зять Доминико Трезини. Итальянские источники — аркады и лоджии, ордерная разработка простенков полуколоннами — угадываются и в корпусах Александро-Невского монастыря. Существуют аналоги подобных композиций в архитектуре Англии и Южной Германии того же времени, но и они восходят к итальянским прототипам.
В 1704 году у южного берега р. Невы по образцу французских регулярных парков по рисунку царя и проекту Леблона создавали «царский вертоград» — будущий Летний сад. В 1723—1725 годах работами в саду руководил Земцов, он же завершил постройку Грота — павильона, изначально заложенного по проекту А. Шлютера. В 1707—1716 годах в качестве военных трофеев из окрестностей Львова, а затем из Италии, «со смыслом, по списку» привозили мраморные скульптуры. Закупкой и заказами венецианским скульпторам руководили Ю. И. Кологривов и С. Л. Рагузинский. Так появились знаменитые скульптуры Летнего сада. В 1721 году трудами Кологривова в Италии удалось приобрести мраморное римское повторение греческой статуи, названное Венерой Таврической.

## Галерея

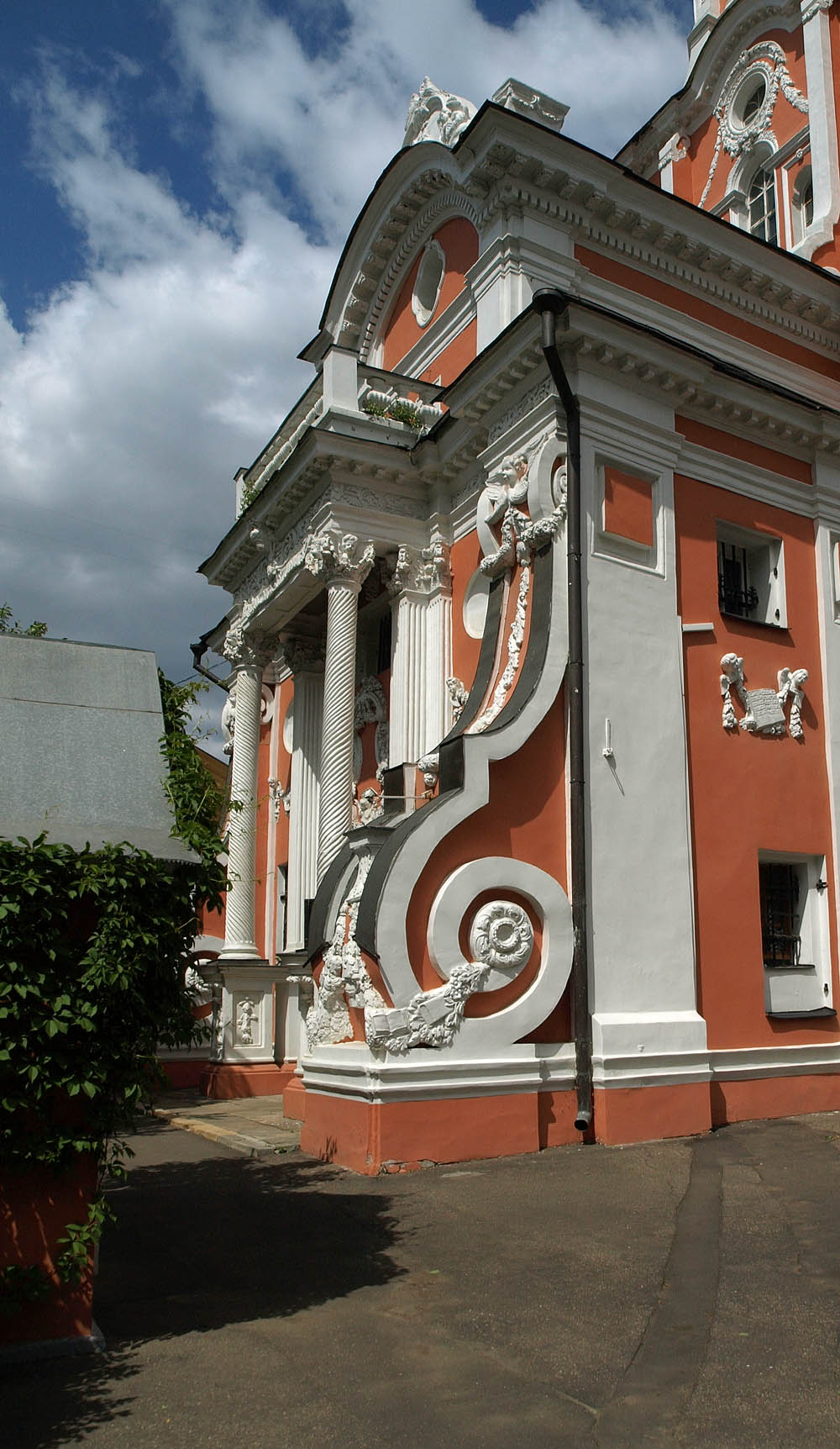
Волюты портала Меншиковой башни. Москва. 1701—1707. Архитектор И. П. Зарудный
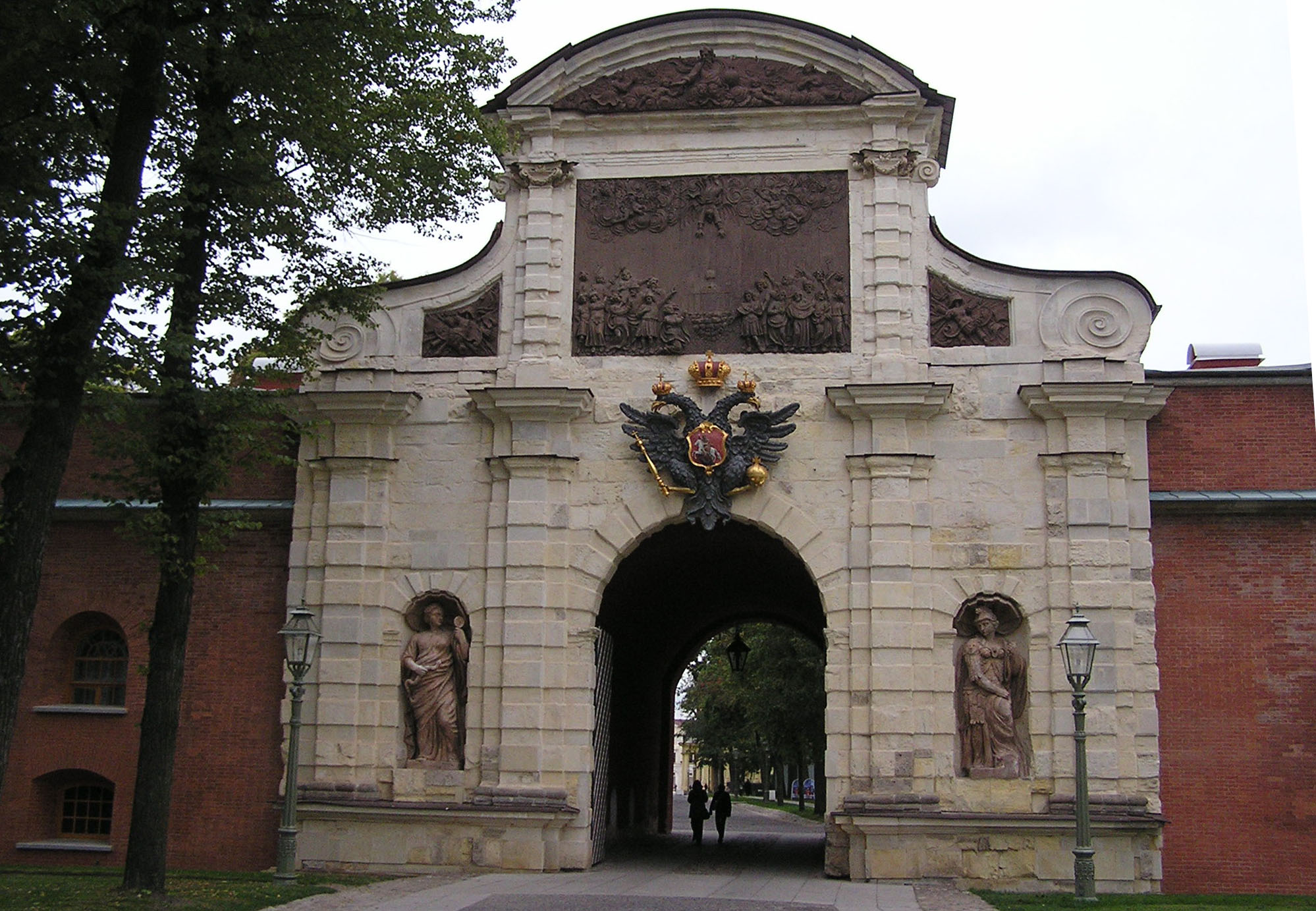
Петровские ворота Петропавловской крепости. Санкт-Петербург. 1708—1720. Проект Д. Трезини. Вид после реставрации 2009 г.
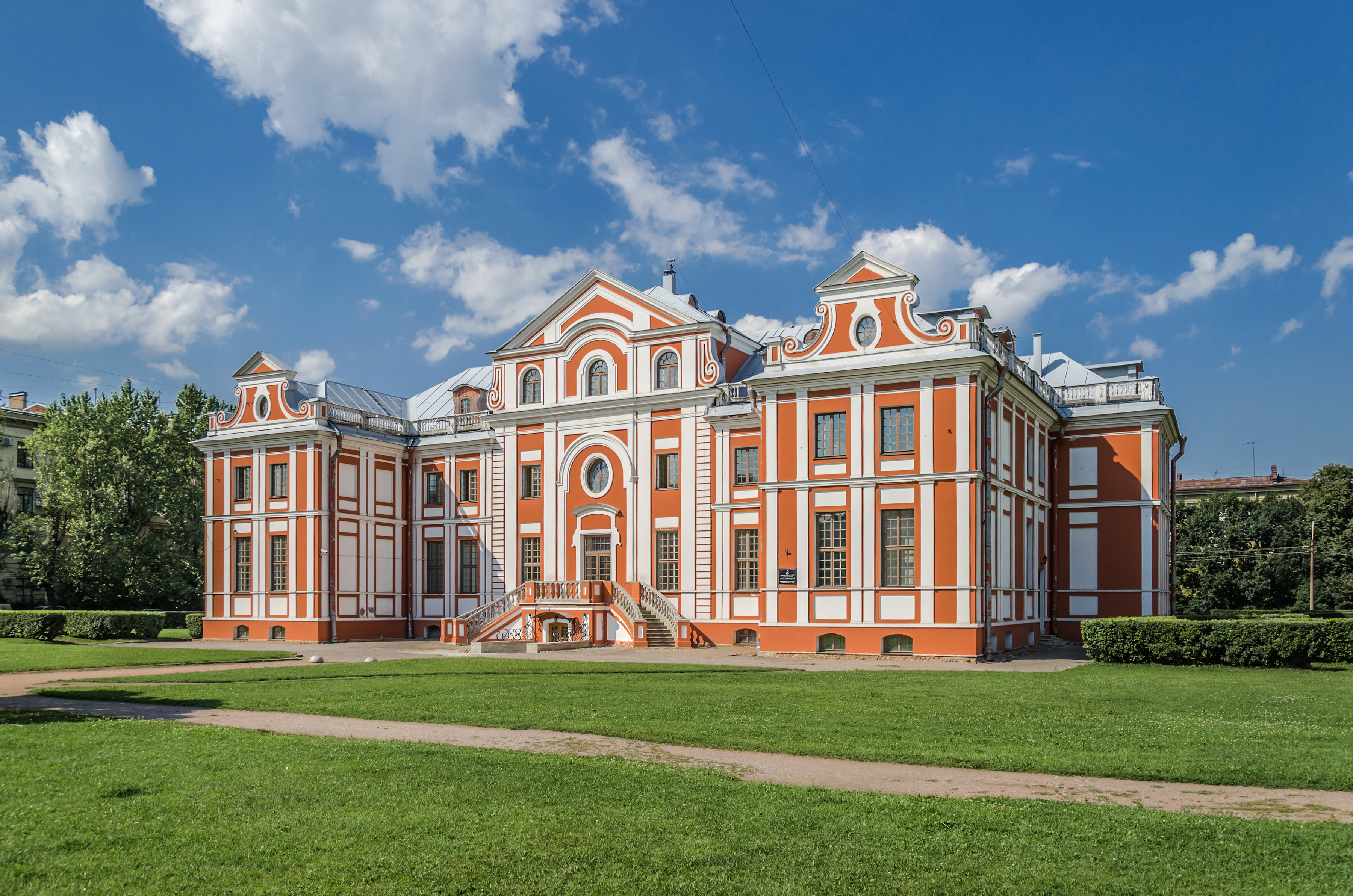
Кикины палаты. Санкт-Петербург. 1714—1718
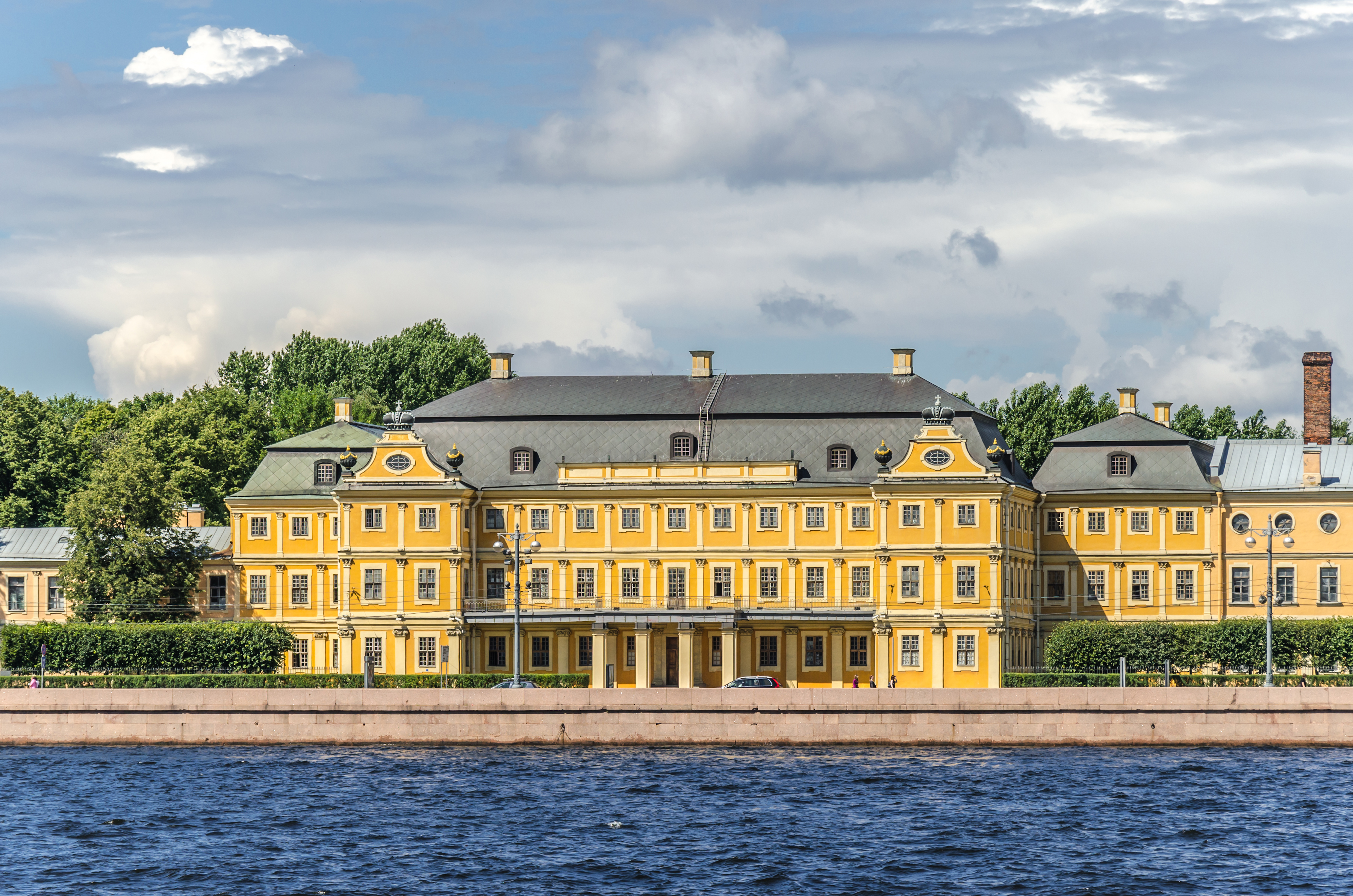
Здание дворца А. Д. Меншикова. Санкт-Петербург. 1710—1720-е гг.
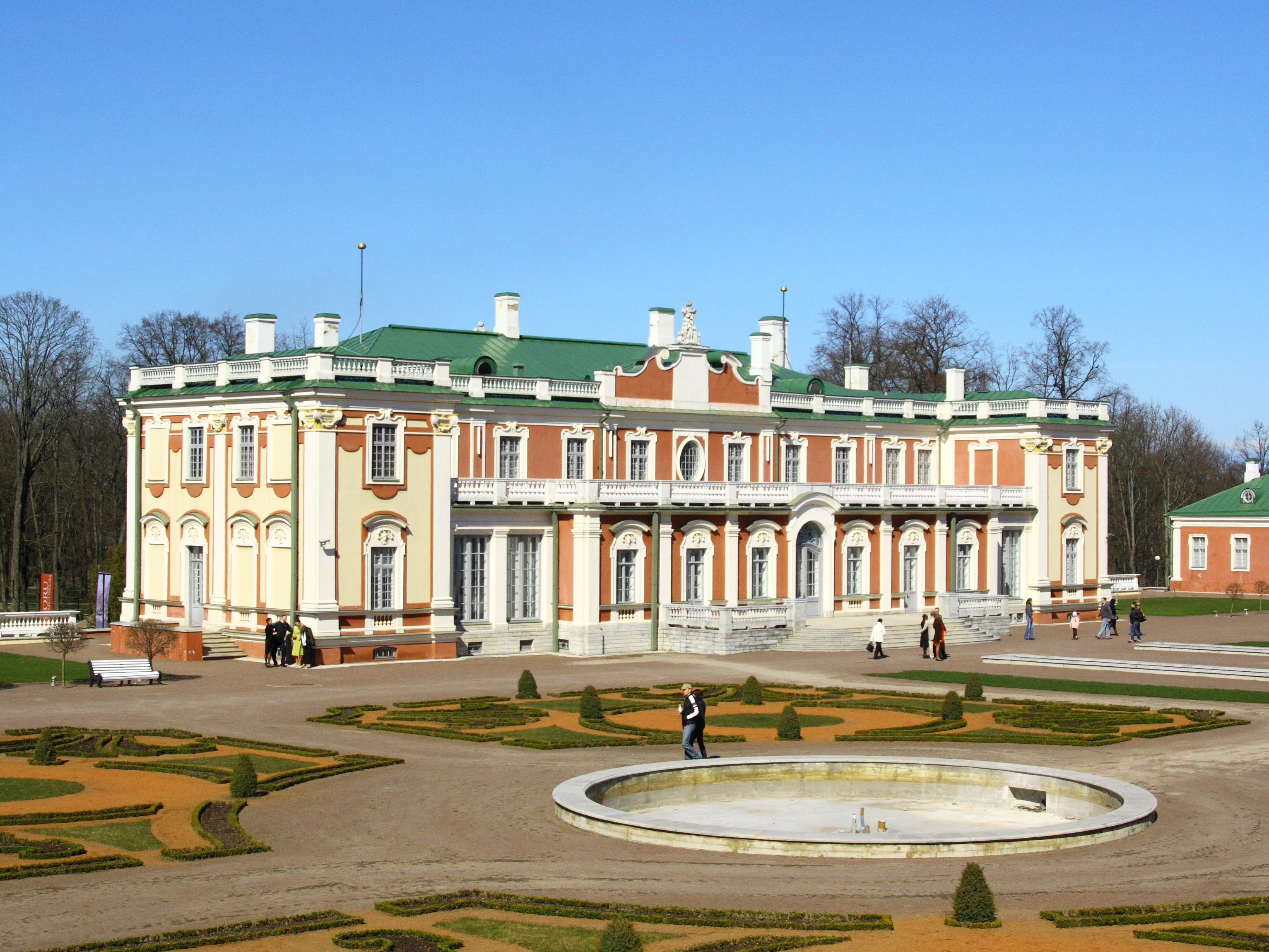
Дворец Кадриорг (Екатериненталь) близ Ревеля. 1718—1723

## Интерьеры и малые дворцы
С 1709 года в Летнем саду по проекту Трезини строили Летний дворец Петра I. Почти квадратное в плане здание с вальмовой кровлей на европейский манер и флюгером наверху напоминает дворец Маурицхёйс в Гааге. Лужёное железо кровли выкрасили в серый цвет под сланец, каковым кроют здания в странах Северной Европы. Строительством руководил А. Шлютер с помощниками: И. Ф. Браунштейном и другими. Интерьеры Летнего дворца, как и многих других дворцов петровской эпохи, оформлялись по проектам, которые привез с собой из Парижа Ж.-Б. А. Леблон, и по рисункам его помощника Н. Пино. В этих проектах использованы ламбри — деревянные панно во всю высоту стен с лепкой, окрашенной в светлые тона и частичной позолотой, а также росписи, зеркала, камины и десюдепорты, падуги, живописные плафоны.
Н. Пино после работы в России в 1726 году вернулся во Францию, где стал одним из ведущих мастеров стиля рококо. Известно также, что Пётр I сам делал эскизы некоторых интерьеров. При этом он пользовался альбомами французских декораторов Жана Маро Старшего, одного из мастеров «большого стиля» Людовика XIV, автора альбомов, называемых «Большой Маро» (Le Grand Marot) и «Малый Маро» (Le Petit Marot), и его сына Даниэля Маро Старшего, работавшего в Голландии и Англии, а также альбомы Пауля Деккера Старшего, немецкого рисовальщика-орнаменталиста из Нюрнберга, ученика А. Шлютера в Берлине. Рисунки Деккера, как и альбомы Маро, близки орнаментальным композициям Жана Берена, художника-декоратора «версальского стиля» и предтечи французского стиля регентства (1715—1720). Мебель для новых петербургских интерьеров привозили в основном из Голландии и Северной Германии, городов Ганзейского союза: массивные дубовые с резьбой «гамбургские» и «данцигские» шкафы, «гишпанские» кресла с бархатной обивкой или тиснёной кожей «гвадамасиле». Шпалеры заказывали на французской мануфактуре Гобеленов. При этом многие интерьеры сохраняли элементы русского быта конца XVII века. Такова историография и география стиля «петровского барокко».
Важное значение в формировании новой культуры петровского времени и стиля петровского барокко имели загородные дворцы и парки: в Стрельне, Петергофе, включая малые дворцы Монплезир и Эрмитаж, дворец Меншикова в Ораниенбауме. Своеобразным памятником петровской эпохи был Екатерингофский дворец — деревянный путевой дворец и парк близ устья реки Фонтанки, которые царь Петр подарил своей супруге Екатерине I (не сохранился). Другой дворец Екатерины I — Кадриорг сохранился и находится близ г. Таллинна (до 1917 г. — Ревель).